# لورنس هاموند
لورنس هاموند (بالإنجليزية: Laurens Hammond) (11 يناير 1895 في إلينوي - 3 يوليو 1973) كان رجل أعمال أمريكي هو مخترع أورغن هاموند والنوفاكورد الذي هو أول سنثسيزر بوليفوني.
كان أول جهاز أورغ له هو هاموند نموذج أ والذي تم عرضه للجمهور في 24 أبريل 1935 مع السيمفونية الأولى لبرامز.

## حياته
بين عامي 1898 و1909 عاشت عائلته في أوروبا وتحديدا في كل من جنييف، دريسدن، وباريس. عند عودته إلى أمريكا أصبح هاموند يتكلم إلى جانب الإنجليزية، الألمانية والفرنسية بطلاقة. درس في جامعة كورنيل وأنهى دراسته عام 1916.
بعد تخرجه سافر إلى ديترويت واشتغل في الشركة الرمادية للمحركات، شركة للمحركات البحرية. حصل هاموند في حياته على 110 براءة اختراع.